# Monica Ali
Monica Ali est une femme de lettres britannique née à Dhaka le 20 octobre 1967 .

## Œuvres traduites en français
- Sept mers et treize rivières, [« Brick Lane »], trad. d’Isabelle Maillet, Paris, Éditions Belfond, coll. « Littérature étrangère », 2004, 459 p.  (ISBN 2-7144-3953-5)[1],[2]

- National Book Awards - New Writer of the Year 2004
- Café Paraíso, [« Alentejo Blue »], trad. d’Isabelle Maillet, Paris, Éditions Belfond, coll. « Littérature étrangère », 2007, 308 p.  (ISBN 978-2-7144-4264-2)[3]
- En cuisine, [« In the Kitchen »], trad. d’Isabelle Maillet, Paris, Éditions Belfond, coll. « Littérature étrangère », 2010, 627 p.  (ISBN 978-2-7144-4611-4)[4],[5]
- La Véritable Histoire de Lady L., [« Untold Story »], trad. de Florence Bertrand, Paris, Éditions Belfond, coll. « Littérature étrangère », 2013, 360 p.  (ISBN 978-2-7144-5227-6)[6]
- Love Marriage, Londres : Virago Press, 2022.

## Adaptation cinématographique
- Rendez-vous à Brick Lane, [« Brick Lane »], réalisation de Sarah Gavron, 2008